# Francesco Mochi
Francesco Mochi, född 29 juli 1580 i Arezzo, död 6 februari 1654 i Rom, var en italiensk skulptör under ung- och högbarocken. Han var verksam i Florens, Rom och Piacenza.
Mochi skulpterade ett stort antal ryttarstatyer, bland annat av Ranuccio II Farnese (1612) och Alessandro Farnese (1620–1625) i Piacenza. Några sakrala verk är Bebådelsen (1609) och Den heliga Veronica med svetteduken (1629–1632), den senare för Peterskyrkans korsmitt.

## Verk i urval
- Bebådelsens ängel (1603–1605) – Museo dell'Opera del Duomo, Orvieto
- Den bebådade Jungfru Maria (1608–1609) – Museo dell'Opera del Duomo, Orvieto
- Kardinal Antonio Barberinis byst (1628–1629) – Toledo Museum of Art, Toledo, Ohio
- Ranuccio Farneses ryttarstaty (1612) – Piazza Cavalli, Piacenza
- Alessandro Farneses ryttarstaty (16201625) – Piazza Cavalli, Piacenza
- Den heliga Marta (1629) – Cappella Barberini, Sant'Andrea della Valle[1]
- Den heliga Veronica med svetteduken (1629–1632) – Peterskyrkan[2]
- Carlo Barberinis byst (cirka 1630)
- Kristi dop (1634) – Palazzo Braschi, Rom
- Den helige Petrus och Den helige Paulus – Porta del Popolo[3]
- Den helige Matteus – Santa Maria Maggiore

## Bilder
| - Den bebådade Jungfru Maria. - Bebådelsens ängel. - Kardinal Antonio Barberinis byst. - Carlo Barberinis byst. - Den helige Matteus, Santa Maria Maggiore. - Den helige Petrus, Porta del Popolo. - Den helige Paulus, Porta del Popolo. |